# Hypolimnas pipleis
Hypolimnas pipleis är en fjärilsart som beskrevs av Carl von Linné 1758. Hypolimnas pipleis ingår i släktet Hypolimnas och familjen praktfjärilar. Inga underarter finns listade i Catalogue of Life.